# Greif von Greifenberg

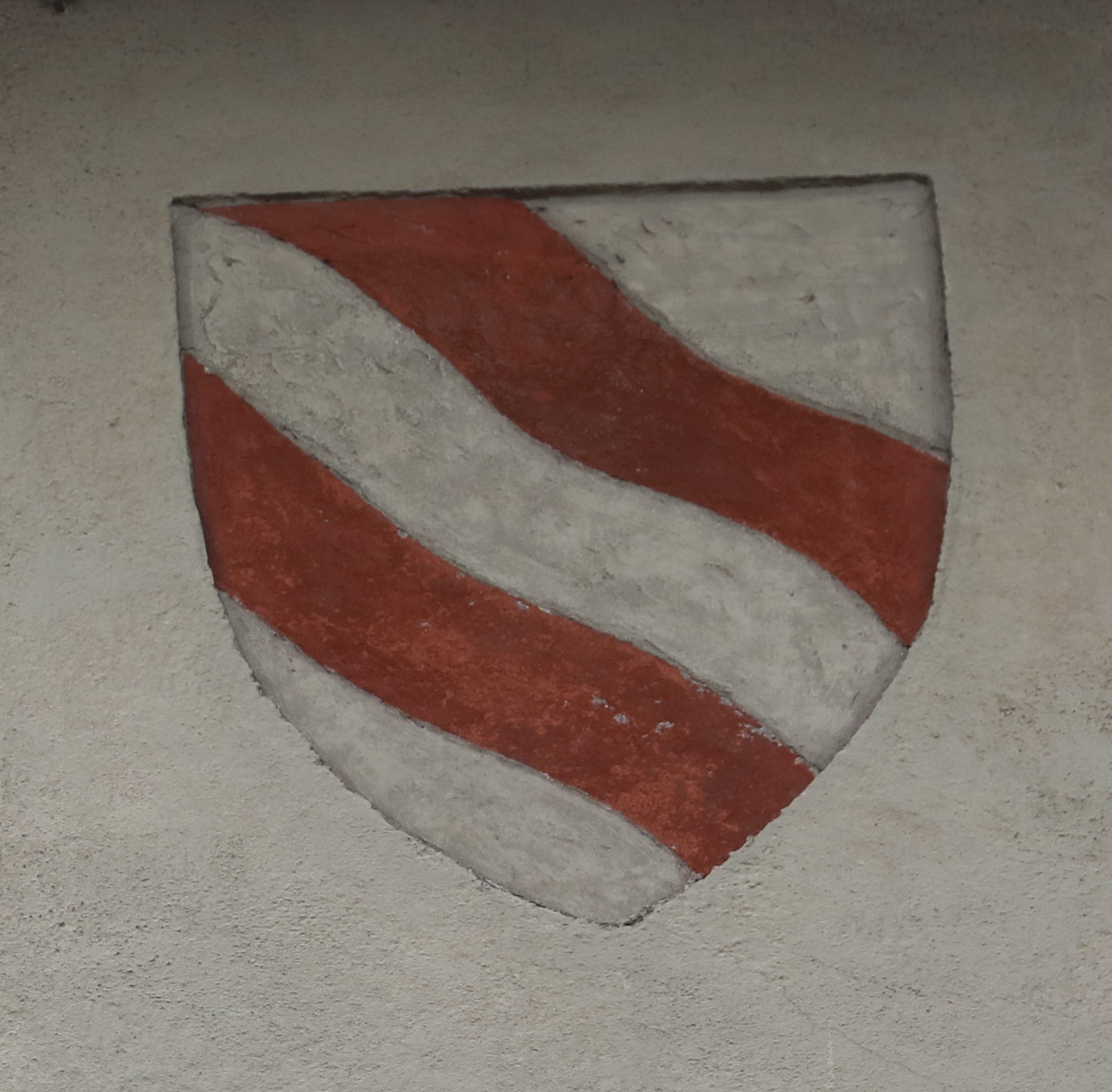
Wappen derer von Greifenberg am Münchner Isartor

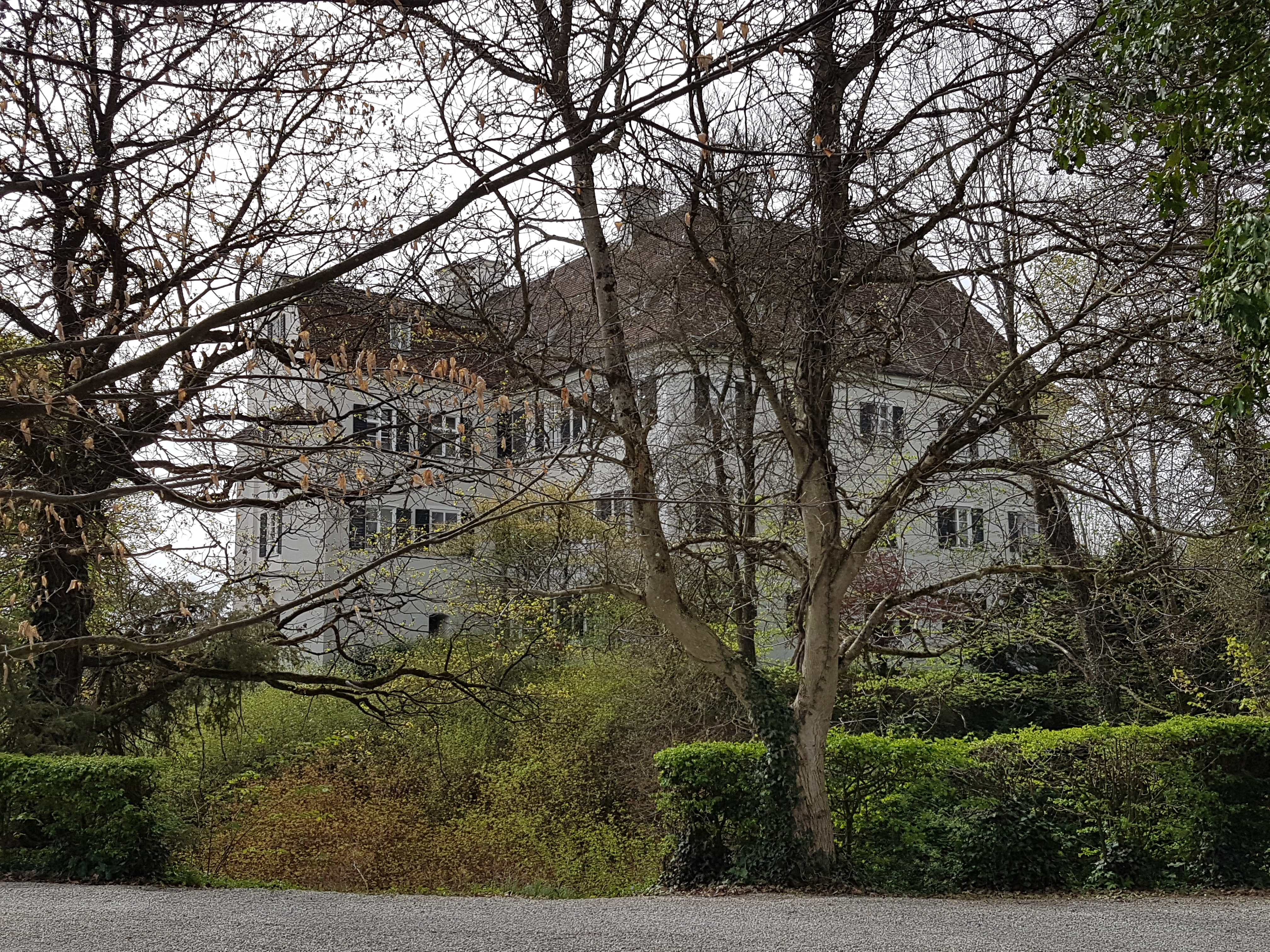
Schloss Greifenberg

Greif von Greifenberg, auch Griff von Greifenberg bzw. Greifen von Greifenberg, Haslach und Matrei, war der Name eines alten bayerischen und tirolischen Adelsgeschlechts, dessen Mitglieder ursprünglich wohl Ministerialen der Grafen von Andechs gewesen sind. Ihr Stammort Greifenberg ist heute eine Gemeinde im Landkreis Landsberg am Lech.

## Geschichte
Vermutlich stammt der Name der Greifen bzw. Griphen von Greifenberg von einem Ministerialen-Geschlecht der Grafen von Andechs. So nannte sich Gripho von Andechs, Dienst- und Lehenmann Herzogs Otto von Meranien, nach der wahrscheinlich durch ihn Anfang des 13. Jahrhunderts erworbenen Burg, die aufgrund des häufig auftretenden Taufnamens „Gripho“ in der die Burg inzwischen besitzenden Familie, „Schloss Greifenberg“ genannt wurde. Heinrich, der letzte Graf von Andechs, starb am 17. Juli 1248.
Die letzte unter vielen Nachrichten über die Greifen von Greifenberg stammen aus den Jahren um die Wende zum 15. Jahrhundert, als Hanns Greif von Greifenberg als der letzte Besitzer von Greifenberg genannt ist. Sein Bruder Eberhard Greif von Greifenberg war im Jahr 1414 Abt im Kloster Wessobrunn zu einem Zeitpunkt, als die Herren von Gundelfingen schon einen Lehenantrag auf Greifenberg gestellt hatten. Dies geschah im Jahr 1405 und enthielt die Bestimmung, als ungültig erklärt zu werden, sollte Hanns Greif von Greifenberg nach Greifenberg zurückkehren, was aber infolge fehlender Nachrichten darüber nicht geschah.

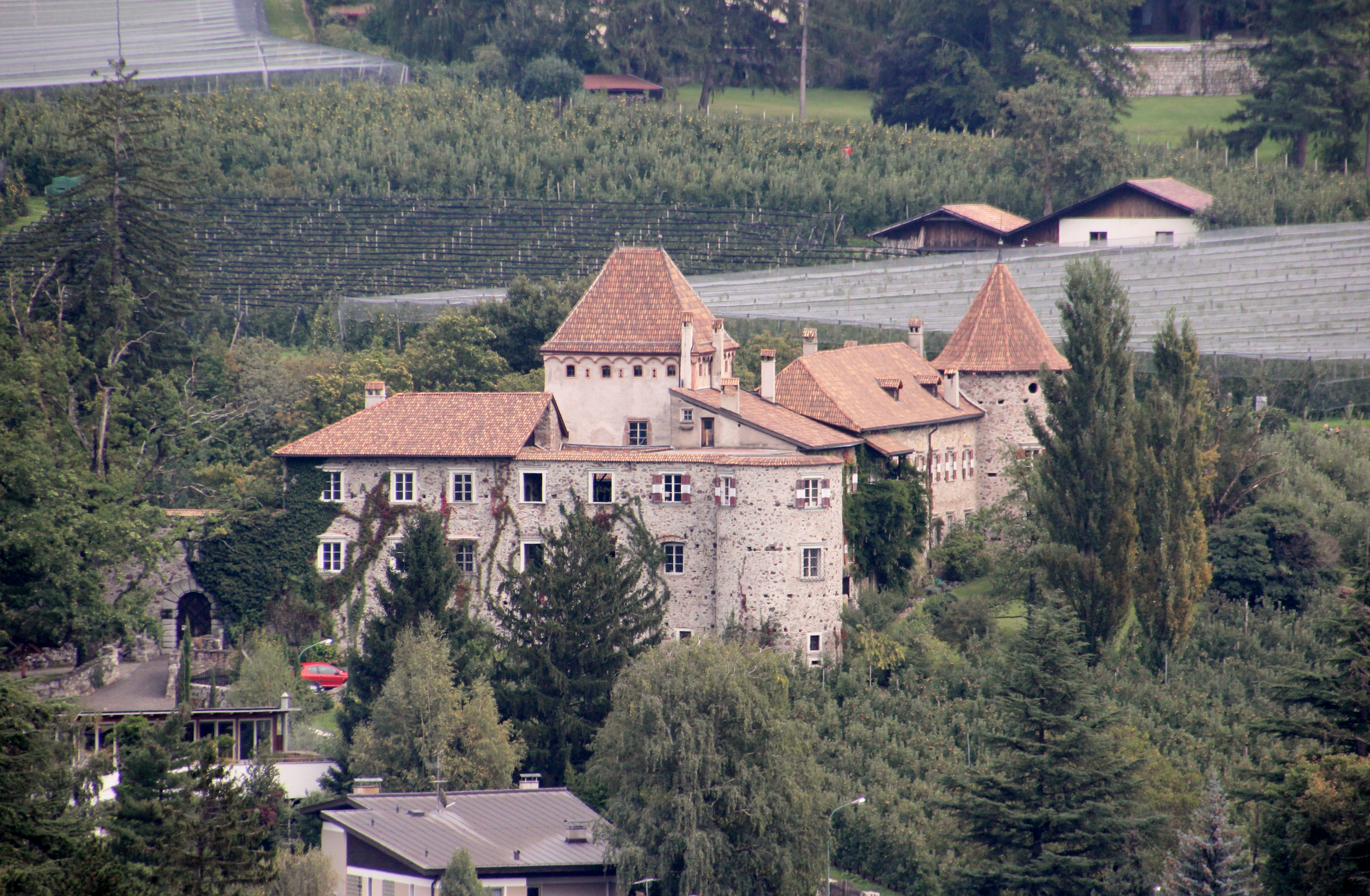
Schloss Planta

Möglicherweise bestand eine Stamm- und Wappenverwandtschaft zu dem in Tirol landständischen Geschlecht der Greifen von Greifenberg, Haslach und Matrei. In Tirol führten die Greifen von Greifenberg in Blau einen goldenen Greifen und die Greifen von Haslach ein durch Wellen rot-weiß geschachtes Wappen. 1284 erscheint Ulrich Greif auf dem Wohnturm zu Haslach in Obermais bei Meran, der im Laufe des 13. Jahrhunderts von der Familie seiner Frau Katharina Suppan, einem Ministerialen-Geschlecht, erbaut wurde. Aus der Ehe ging der Sohn Jakob Greif von Mais hervor, der 1326 an den Folgen eines Ritterturnier seinen Verletzungen erlag. Im Jahr 1323 ist ein dominus Ůlricus dictus Greif de Leunano in Lana urkundlich nachgewiesen. Nachdem die Greifen im 15. Jahrhundert auch in Tirol erloschen sind, erwarb das Schloss nach mehreren Besitzerwechseln die Graubündner Adelsfamilie Planta, in Folge der Ansitz seinen heutigen Namen Schloss Planta erhielt.

## Wappen
Wiguleus Hund habe zwar in einem Brief einmal das Wappen roter Greif mit goldenen Schnabel im weißen Schild erkannt, findet aber selbst in der darauf folgenden Zeit als Wappen konstant das folgende: zwei nicht gerade verlaufende Striche. Die Farben rot und weiß abwechselnd. Etwas präziser ist die Angabe des historischen Vereins von Oberbayern, der auf die Urkunden des Seefelder Archivs verwies, wonach das Wappen im weißen Schild zwei nebeneinander verlaufende rote Wellen zeige.

Die Tiroler Greifen von Greifenberg führten als Wappen in blauem Feld einen goldenen Greifen,
Wappen der Gemeinde Greifenberg. Die Streifen entstammen aus dem Wappen der Greifen
Wappen der Gemeinde Eching am Ammersee, mit der dreifachen Wellenschrägteilung der Greif auf Greifenberg